# Austropotamobius pallipes
Il gambero di fiume europeo (Austropotamobius pallipes Lereboullet, 1858) è un piccolo crostaceo d'acqua dolce, della famiglia degli Astacidae.

## Descrizione
In molti paesi europei viene soprannominato "Gambero dai piedi bianchi" per la caratteristica colorazione degli arti e del ventre, in contrasto col resto del corpo che si presenta dal bruno rossiccio fino al verde scuro, a volte con tinte più chiare vicine al giallastro.
Particolarmente tozzo e dal carapace robusto, può raggiungere gli 11–12 cm di lunghezza e i 90 g di peso.
I maschi sono, quasi sempre, più grandi delle femmine.

## Abitudini
Vive nei torrenti e nei ruscelli particolarmente ossigenati.
Preferisce i letti ghiaiosi o sabbiosi, ma dotati di rive in cui siano presenti anfratti e luoghi sicuri, rappresentati spesso da fronde di alberi caduti o foglie, per potersi nascondere e riposare.
Essendo un organismo a sangue freddo, predilige le acque fresche con un optimum vicino ai 15 °C e un range che si discosti di pochi gradi, sopportando al massimo la temperatura di 23 °C.
È un animale tipicamente notturno.
Si nutre di qualunque cosa: dalle alghe alle piante acquatiche, dai vermi ai molluschi, alle larve di insetti.
Si dimostra particolarmente aggressivo nella difesa del suo territorio e nelle lotte sessuali, come dimostrano le catture di esemplari con arti o chele parzialmente o totalmente mutilate.

### Riproduzione
L'accoppiamento avviene soprattutto in autunno.
La femmina porta sull'addome per 5-6 mesi le uova fecondate (circa un centinaio), prendendosene cura, ventilandole e pulendole continuamente.
In primavera esse schiudono, ma le piccole larve rimangono ancora per qualche tempo aggrappate al corpo materno.

### Predatori
I gamberi di fiume devono sfuggire continuamente a numerosi predatori che, come l'uomo, ne apprezzano le carni.
In particolare, le larve sono spesso oggetto di cattura da parte di altre larve grandi cacciatrici, come quelle dei coleotteri idroadefaghi (che si nutrono in acqua), come i ditiscidi, o quelle delle libellule, anch'esse particolarmente voraci allo stadio larvale, che possono predare persino i piccoli gamberetti.
Tra i pesci vanno ricordati la trota, il persico sole, il persico trota, l'anguilla e il cavedano.
Anche i corvi, oltre a molti uccelli trampolieri, si cibano di questi gamberi.

## Diffusione

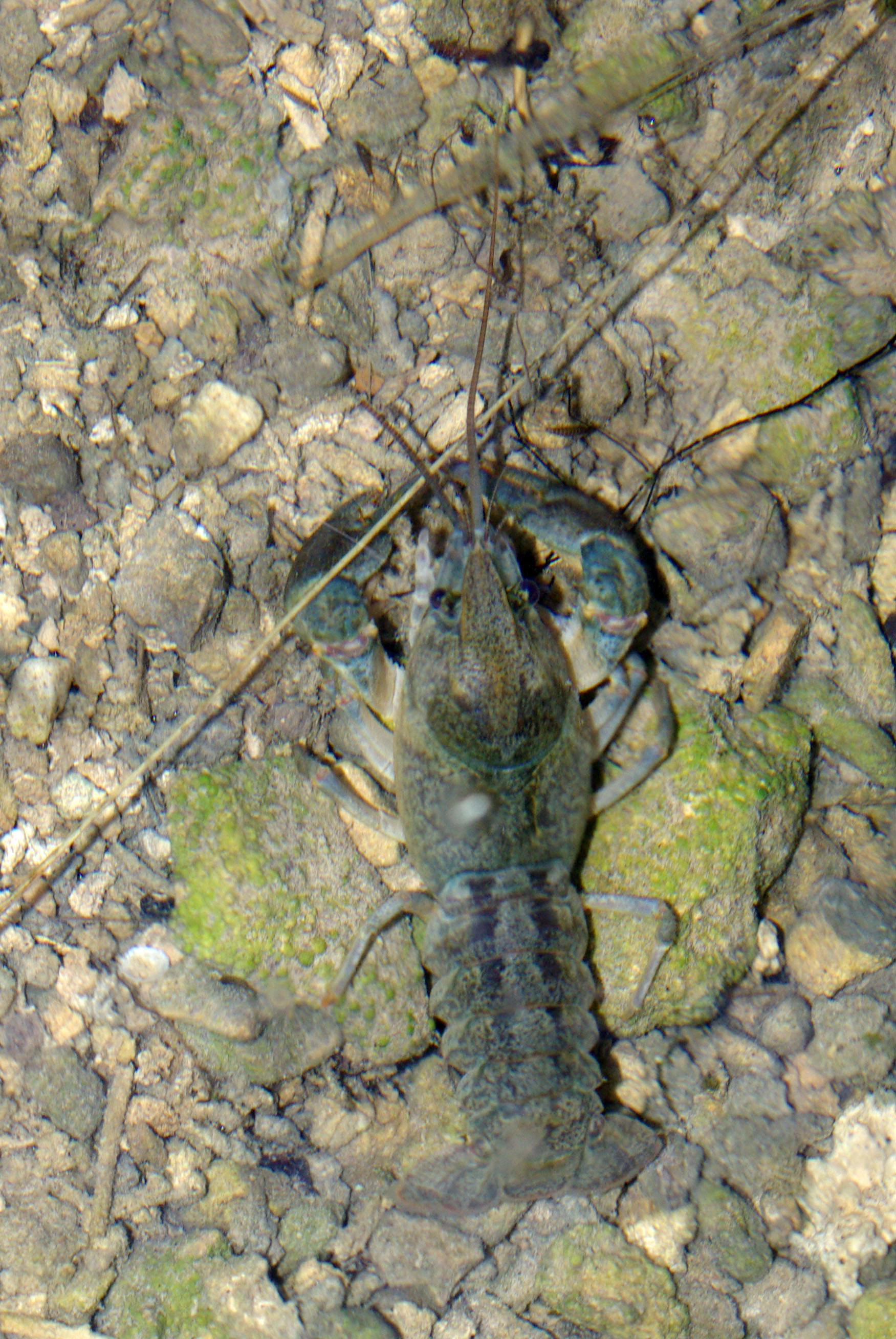
Esemplare di A. pallipes

La specie è diffusa in Europa (Portogallo, Spagna, Francia, Gran Bretagna, Irlanda, Austria, Svizzera, Italia, Slovenia, Bosnia ed Erzegovina, Russia  e Croazia).

## Conservazione
La specie è considerata in pericolo in base ai criteri della IUCN red list.
I fattori che più ne minacciano la sopravvivenza in Italia sono:
- la presenza di Crostacei esotici (cioè non autoctoni) introdotti dalle attività umane, in particolare sfuggiti ad allevamenti Tali specie in particolare sono: Procambarus clarkii, Orconectes limosus di origine americana e Astacus leptodactylus di origine turco-asiatica. La più pericolosa è la prima.
La loro presenza ha due effetti:
  - competizione per le risorse
  - introduzione di malattie sconosciute alla specie autoctona e quindi molto meno tollerate. In particolare con i Gamberi "americani" ha fatto la sua comparsa anche il fungo Aphanomyces astaci che ha causato un'elevata moria nell'Austropotamobius pallipes
- altro grave fattore è rappresentato dall'inquinamento organico che diminuisce il tenore di ossigeno nelle acque, rendendo impossibile la presenza del gambero
- l'inquinamento inorganico dovuto principalmente ai metalli pesanti contenuti negli anticrittogamici.

La sottospecie italiana Austropotamobius pallipes italicus è a forte rischio di estinzione ed in molte zone non è più stata rintracciata. Ai fattori sopra elencati, si aggiunge quindi un pericoloso frazionamento dell'areale e delle popolazioni che potrebbe portare ad un indebolimento genetico e ad una rapida estinzione in Italia.
La sempre maggiore difficoltà di reperibilità è dovuta soprattutto alle difficoltà di allevamento. Per allevare questi crostacei infatti occorrono acque estremamente pulite, cosa non comune per quanto riguarda i fiumi odierni. Di fatti spesso vengono trovati solo in prossimità di sorgenti d'acqua.
La loro presenza è un indicatore molto attendibile della salubrità e integrità dell'ambiente.